# Dichagyris signifera
Dichagyris signifera, in der Literatur zuweilen auch unter der Bezeichnung Yigoga signifera zu finden, ist ein Schmetterling (Nachtfalter) aus der Familie der Eulenfalter (Noctuidae).

## Merkmale

### Falter
Die Flügelspannweite der Falter beträgt 34 bis 40 Millimeter. Als Grundfarbe der Vorderflügeloberseite herrschen ockergelbe bis matt graubraune Tönungen vor. Ring-, Nieren- und Zapfenmakel sind hell gefüllt und dünn schwarz umrandet. Eine schwarze Wurzelstrieme reicht bis an die Zapfenmakel. Die Hinterflügeloberseite schimmert bei den Männchen seidig weiß, bei den Weibchen hellgrau.

### Raupe
Ausgewachsene Raupen sind hell gelbgrau bis grünlich gefärbt, stark grau gerieselt, haben eine feine, helle Rückenlinie sowie breitere, gewellte Nebenrückenlinien, von denen nach unten weit voneinander getrennte, kurze schwärzliche Längsstriche abgehen. Der helle Seitenstreifen ist nach oben dunkel beschattet. Am gelbbraunen Kopf heben sich zwei schwarze Bogenstriche ab.

### Ähnliche Arten
Dichagyris orientis  und Dichagyris truculenta zeigen eine weniger markante schwarze Wurzelstrieme.

## Verbreitung und Lebensraum
Die Verbreitung von Dichagyris signifera reicht von Spanien und Südfrankreich über die Schweiz, Italien und Österreich durch die Balkanländer bis nach Vorder- und Zentralasien. Im Iran ist sie durch die Unterart Dichagyris signifera farsistana (Brandt, 1938) vertreten. Die Art besiedelt bevorzugt offenes, warmes Gelände in Höhenlagen bis zu 2500 Metern.

## Lebensweise
Die Falter sind nachtaktiv, fliegen zwischen Juli und September, saugen Nektar an Blüten und besuchen künstliche Lichtquellen sowie Köder. Die Raupen ernähren sich von den Blättern niedrig wachsender Pflanzen, verstecken sich am Tage unter Steinen und überwintern.